# Порту (футбольный клуб, Каруару)
«Порту» (порт.-браз. Clube Atlético do Porto) — бразильский футбольный клуб представляющий город Каруару из штата Пернамбуку. В 2011 году клуб выступал в Серии D Бразилии.

## История

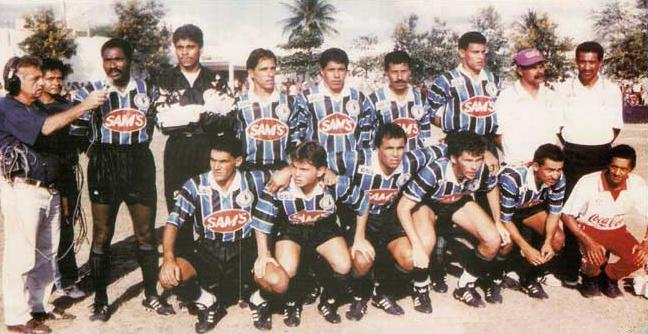
«Порту» в 1994 году

Клуб основан 1 января 1978 года, профессиональный статус имеет с 1994 года. Домашние матчи проводит на арене «Антонио Инасио де Соуза», вмещающей 6 000 зрителей. Принципиальным соперником команды является клуб «Сентрал». «Порту» дважды становился вице-чемпионом в чемпионате штата Пернамбуку. В период с 1994 по 2007 годы клуб провёл 7 сезонов в Серии C Бразилии, лучшим результатом в ней для «Порту» стало 4-е место в 1996 году. Один раз, в 1999 году, «Порту» принимал участие в розыгрыше Кубка Бразилии, и занял в нём итоговое 57-е место. В 2011 году клуб дебютирует в Серии D чемпионата Бразилии.

## Достижения
- Вице-чемпион Лиги Пернамбукано (2): 1997, 1998.